# Приятели
„Приятели“ (на английски: Friends) е американски ситком, създаден от Дейвид Крейн и Марта Кауфман, излъчен по Ен Би Си от 22 септември 1994 г. до 6 май 2004 г. с продължителност от десет сезона. С актьорски състав, който е с участието на Дженифър Анистън, Кортни Кокс, Лиса Кудроу, Мат Лебланк, Матю Пери и Дейвид Шуимър, сериалът проследява живота на група шестима приятели през 20-те и 30-те си години, които живеят в Манхатън, Ню Йорк. Сериалът е продуциран от „Брайт/Кауфман/Крейн Продъкшънс“ във връзка с Уорнър Брос Телевижън. Оригиналните изпълнтелни продуценти са Кевин С. Брайт, Кауфман и Крейн.
Кауфман и Крейн започват да развиват „Приятели“ под заглавието Insomnia Cafe между ноември и декември 1993 г. Те представят идеята на Брайт и заедно представят седемстранична обработка на сериала пред Ен Би Си. След няколко пренаписвания и промени на сценарии, включително промени в заглавието на „Шест за един“ (Six of One) и „Приятели като нас“ (Friends Like Us), серията най-накрая беше наречена „Приятели“.
Снимките се провеждат в Уорнър Брос Студиос в Бърбанк, Калифорния. Всички десет сезона на „Приятели“ се класират в челната десетка на финалните рейтинги на телевизионния сезон; в крайна сметка достига номер едно в осмия си сезон. Финалът на сериала е излъчен на 6 май 2004 г. и е гледан от около 52,5 милиона американски зрители, което го прави петият най-гледан финал на сериала в телевизионната история и най-гледаният телевизионен епизод на 2000-те години.
„Приятели“ получава признание през целия си стаж, превръщайки се в едно от най-популярните телевизионни сериали за всички времена. Сериалът е номиниран за 62 награди „Еми“, печелейки наградата за „Най-добър сериал – комедия“ през 2002 г. за осмия си сезон. Актьорските членове на ситкома се завръщат за среща със специален филм, озаглавен „Приятели: Отново заедно“ (Friends: The Reunion), излъчен по Ейч Би Оу Макс на 27 май 2021 г.

## Сюжет
Внимание:  Текстът по-долу разкрива сюжета на произведението (или части от него)!
Моника, млада готвачка на около 25 години, живее в апартамент в Манхатън. Тя намира нова съквартирантка в лицето на Рейчъл, нейна стара най-добра приятелка от гимназията, с която е изгубила връзка от години. Като едно истинско разглезено дете, Рейчъл никога дотогава не е работила и възстановява връзките си с Моника единствено защото е останала почти без средства, след като е изоставила годеника си пред олтара.
Въпреки това искрено приятелство ще се създаде (отново) между двете жени, а Рейчъл ще се приспособи без проблем в компанията от приятели на Моника, съставена от Фийби (бивша съквартирантка на Моника), Рос (братът на Моника, тайно влюбен в Рейчъл), Джоуи и Чандлър (последните двама делят един апартамент, разположен срещу този на Моника и Рейчъл в същия жилищен блок). Всички тези млади хора са неженени с изключение на Рос, който вече е бил женен и сега е разведен.
През всичките 10 сезона на „Приятели“, се проследява ежедневието на тези шестима герои, също както развитието на техните отношения и на професионалния и личния им живот, със своята смесица от радости и разочарования.

## Сюжетни линии и формат
Внимание:  Текстът по-долу разкрива сюжета на произведението (или части от него)!
Първият сезон представя шестте главни персонажа: Рейчъл Карън Грийн, Моника Елизабет Гелър, Фийби Буфе, Джоуи Франсис Трибиани, Чандлър Мюриъл Бинг и Рос Гелър. Рейчъл, която изоставя годеника си пред олтара, идва в Ню Йорк и заживява с Моника. Съвсем в началото на сезона, става ясно, че Рос си пада по Рейчъл още от гимназията. Няколко епизода действието се върти около неговите опити да ѝ признае чувствата си. Междувременно, съпругата на Рос – Каръл, която е лесбийка, съобщава, че е бременна с детето на Рос. Това поставя него и партньорката на Каръл – Сюзън (Джесика Хект), в доста неудобна ситуация. Когато бебето се ражда, в края на сезона, Рос, Каръл и Сюзън единодушно решават да го кръстят Бен: по табелката на един работен гащеризон, който Фийби облича. Епизодите разкриват множестото срещи на останалите герои, повечето от които се объркват (Моника дори се среща с гимназист в един от епизодите). Периодично появяващата се Джанис (Маги Уийлър) е представена като приятелката, с която Чандлър скъсва в началото на сезона, но често се връща към нея през останалите десет сезона. В края на първи сезон, Чандлър се изпуска, че Рос е влюбен в Рейчъл. Това разкритие хваща Рейчъл неподготвена, но скоро тя е наясно, че се чувства по същия начин.
Вторият сезон предлага по-задълбочени сюжетни линии. Той започва с откритието на Рейчъл, че Рос се среща с Джули (Лорън Том), момиче, което той познава от гимназията. Джули се връща в няколко епизода в началото на сезона. Опитите на Рейчъл да каже на Рос, че го харесва са еднакво неуспешни с неговите собствени в първи сезон, въпреки че накрая двамата започват връзка, която продължава и през почти целия следващ сезон. Джоуи, неуспешен актьор през първия сезон, получава ролята в измислената версия на сапунената опера „Дните на нашия живот“, но скоро я загубва, защото ядосва сценаристите, казвайки в едно интервю, че сам пише репликите си. Том Селек се появява в сериала като д-р Ричард Бърк. Ричард, приятел на родителите на Рос и Моника, разведен и с пораснали деца, е 21 години по-възрастен от Моника, но въпреки това те излизат през цялата втора половина на сезона. Във финалния епизод, те прекратяват връзката си, защото разбират, че искат различни неща – той не иска повече деца, а тя иска. Във втория сезон се задълбочава и приятелството между Джоуи и Чандлър. Това става очевидно в епизодите, в които Джоуи временно се изнася от общия им апартамент, а на негово място се нанася зловещия Еди (Адам Голдбърг).
Третият сезон вече е значително по-последователен. Рейчъл започва работа в Блумингдейлс, а Рос става изключително ревнив от нейния колега, Марк. Рос и Рейчъл скъсват след като Рос преспива с готиното момиче от ксерокса – Клои. Неговата реплика Ние бяхме скъсали, се превръща в непрекъснато повтаряща се шега до самия край на сериала. Двамата стават много враждебни един към друг през втората половина на сезона. Въпреки това, края на сезона предполага, че двамата са се събрали, но не става ясно. Интересното е, че първият епизод след раздялата им не е фокусиран върху тях, а върху Чандлър, на когото е изключително трудно да се справи със ситуацията, защото му напомня за развода между собствените му родители. Фийби, за която става ясно, че няма семейство, с изключение на близначката си, се запознава с полубрат си (Джовани Рибизи) и накрая се среща с рождената си майка, за която не е подозирала, че съществува (Тери Гар). Джоуи хлътва по Кейт, негова колежка в една пиеса (Дина Майър). В началото, тя не отговаря на чувствата му, дори след като двамата преспиват. Въпреки това, след като нейният приятел (режисьорът) я зарязва, заради лошите рецензии на пиесата, тя се обръща към Джоуи за утеха. Връзката им не продължава дълго, тъй като тя получава предложение за роля в сапунена опера в Лос Анджелис. Моника започва да се среща с Пийт Бекър (Джон Фавро), милионер, лудо влюбен в нея. Първоначално, тя го има само за приятел, но по-късно двамата започват да излизат. Когато Моника си мисли, че той ще ѝ предложи брак, Пийт си признава, че всъщност мечтае да стане Единствения Боен шампион. След като присъства на един мач, в който го пребиват, Моника го моли да се откаже. Тъй като той отказва, тя скъсва с него.
През четвъртия сезон актрисата Лиса Кудроу забременява. Това е включено в шоуто, като Фийби, която решава да износи децата на брат си и съпругата му (Дебра Джо Ръп). Рос и Рейчъл се събират за кратко, но скоро пак се разделят. В средата на сезона, Моника и Рейчъл са принудени да разменят апартамента си с този на Джоуи и Чандлър, след като загубват бас за това, доколко четиримата се познават един друг. Те се опитват да подкупят момчетата със сезонни билети за мачовете на Никс. В крайна сметка, двете си връщат жилището след като се съгласяват да се целуват една друга в продължение на 1 минута. В средата на сезона, Рос, който се опитва да превъзмогне Рейчъл, започва да излиза с англичанка, на име Емили (Хелън Бексъндейл) и финалният епизод – сватбата между двамата – е заснет в Лондон. Чандлър и Моника преспиват заедно, след като гост на сватбата обърква Моника с майката на Рос и тя търси утеха в прегръдките на приятел. Рейчъл, достатъчно депресирана заради сватбата, че да прогони потенциалния си приятел Джошуа, пристига в последната минута, с намерението да каже на Рос, че все още го обича, но се отказва след като става свидетел на прегръдка между Рос и Емили. Нещата обаче се объркват окончателно, когато Рос изрича името на Рейчъл, вместо това на Емили, при сватбените обети.
Петият сезон проследява опитите на Моника и Чандлър да запазят връзката си в тайна от останалите приятели в групата. Бракът на Рос и Емили приключва преди дори да е започнал (бременността на Бексъндейл ѝ попречва да се снима в повече от два епизода). Фийби започва да излиза с Гари (Майкъл Рапапорт), полицай, когото тя среща след като намира значката му. Въпреки че в началото тя е доста разколебана дали да заживеят заедно, накрая тя все пак се съгласява. Връзката им умира (буквално), след като Гари застрелва птичка, кацнала на прозореца на апартамента им. Отношенията между Моника и Чандлър излизат наяве и при едно пътуване до Лас Вегас, те решават да се оженят. Пристигат в параклиса, точно когато от там излизат пияните Рос и Рейчъл.
В премиерата на шести сезон става ясно, че бракът между Рос и Рейчъл е пиянска грешка и, въпреки че Рос няма желание, двамата се развеждат (трети по ред развод за Рос), след като не успяват да получат анулиране. Моника и Чандлър решават да заживеят заедно в нейния апартамент и Рейчъл се премества при Фийби. При Джоуи, все още неуспял актьор, се нанася нова съквартирантка (Ел Макферсън). Той получава и роля в сериала „Mac and C.H.E.E.S.E“, където играе заедно с робот. Рос получава работа като професор в университета Ню Йорк и започва да излиза със своя студентка, Елизабет (Александа Холдън). Брус Уилис се появява в три епизода като бащата на Елизабет. В апартамента на Фийби и Рейчъл избухва пожар, заради което Рейчъл се премества при Джоуи, а Фийби – при Моника и Чандлър. В последните епизоди Чандлър решава да предложи на Моника. Искайки това да бъде изненада, той започва да се държи както преди, твърдейки че се страхува от обвързване и че ненавижда брака. За кратко Моника се замисля да се върне при Ричард, който ѝ признава, че все още я обича и иска да има деца от нея. Въпреки това тя се опитва да предложи на Чандлър, но се разплаква и не успява да довърши. Тогава Чандлър я пита дали иска да се омъжи за него и сезонът завършва заедно с останалите приятели, които подслушват пред вратата.
Седми сезон проследява подготовката на сватбата на Моника и Чандлър. Сериалът на Джоуи е отменен, но му предлагат старата работа в „Дните на нашия живот“. Апартаментът на Фийби е поправен след пожара, но поради недоразумение, той има само една спалня и заради това, Рейчъл остава при Джоуи. Финалът на сезона (в две части) е за сватбата, със специалното участие на Катлийн Търнър като бащата травестит на Чандлър. Сезонът завършва с откритието, че Рейчъл е бременна.
Първите епизоди на осми сезон са във формат „Кой е бащата?“, като във втори епизод става ясно, че това е Рос, а в трети – Рейчъл му казва. Джоуи започва да изпитва чувства към съквартирантката си Рейчъл и когато той ги разкрива, ситуацията става неудобна за двамата. Все пак отношенията им се връщат към приятелските, но във финала на сезона, след като ражда дъщеря си, която с Рос наричат Ема, Рейчъл приема предложението за брак, което Джоуи ѝ отправя случайно с пръстена, изпаднал от якето на Рос.
В девети сезон' Рос и Рейчъл се събират да живеят заедно, след като тя и Джоуи разясняват недоразумението около предложението за брак. Скоро обаче Рейчъл се връща при Джоуи след скандал с Рос. Моника и Чандлър, вдъхновени от Рос и Рейчъл, решават да си направят собствено дете. След като няколко епизода се опитват, те в крайна сметка, се обръщат за съвет към лекар и скоро става ясно, че и двамата са физически неспособни. Пол Руд се появява в сериала като Майк Хъниган, новото гадже на Фийби. Ханк Азария се завръща като „ученият“ Дейвид, герой от първия сезон, и Фийби трябва да избира между двамата. Тя избира Майк. Финалът на сезона е в Барбадос, където групата посещава палеонтоложка конференция, на която Рос изнася реч. Аиша Тайлър се появява в сериала като първия чернокож персонаж. Тайлър играе Чарли, интелигентната приятелка на Джоуи. Въпреки че Джоуи е привлечен от нея, тя започва да си пада по Рос, който ѝ е интелектуално равен. След като Чарли зарязва Джоуи, чувствата между него и Рейчъл се връщат. Те решават да поискат съгласието на Рос първо, но Джоуи го хваща да се целува с Чарли. Сезонът завършва с целувка между Рейчъл и Джоуи.
В десети сезон приключват няколко сюжетни линии: Джоуи и Рейчъл опитват да се борят с начина, по който Рос се чувства, знаейки за връзката им. Но консумирането на отношенията им се превръща в катастрофа и двамата решават да си останат приятели. Чарли решава да се върне при Бенджамин Хобарт (Грег Киниър), нейна стара тръпка и човекът, от когото Рос се опитва да получи стипендия за проучване. Моника и Чандлър решават да си осиновят дете и се срещат с Ерика (Ана Фарис), бъдеща майка от Охайо, която ражда близнаци във финала на сериала. Фийби и Майк се женят към края на сезона, а Рейчъл приема работа в Париж. Моника и Чандлър се изнасят от апартамента, за да се нанесат в новата си къща в предградията. Джоуи е разстроен, че всичко се променя. Рос признава на Рейчъл, че все още я обича, но въпреки това тя се качва на самолета за Париж, но по-късно се появява в неговия апартамент, признавайки, че и тя е влюбена в него. На самия финал на сериала, след като апартаментът, център на 10-годишното приятелство между шестимата приятели е вече празен, и всички са оставили ключовете си, разплаканата Рейчъл предлага на групата да пият по едно кафе преди Чандлър и Моника да се преместят в новата къща, на което Чандлър отговаря: „Добре! Къде?“ (това са и последните думи на сериала).

## Актьорски състав
- Дженифър Анистън – Рейчъл Грийн
- Кортни Кокс – Моника Гелър
- Лиса Кудроу – Фийби Буфе
- Мат Лебланк – Джоуи Трибиани
- Матю Пери – Чандлър Бинг
- Дейвид Шуимър – Рос Гелър

## Роли
|                            |
| Дженифър Анистън през 2012 |

|                       |
| Кортни Кокс през 2010 |

|                       |
| Лиса Кудроу през 2021 |

|                       |
| Мат Лебланк през 2013 |

|                     |
| Матю Пери през 2013 |

|                         |
| Дейвид Шуимър през 2011 |

## Персонажи
- Рейчъл Грийн: приятелка на Моника, в началото е едно разглезено дете, което никога не е работело, защото баща ѝ е осигурявал всичко, но тя ще изостави този свят, бягайки в деня на сватбата си с Бари, зъболекар. Тя се подслонява при Моника и става сервитьорка в Central Perk, където се облагодетелства от снизходителсността на Гюнтер, управителят на кафето, отчаяно и тайно влюбен в нея. По-късно тя е наета на работа в Bloomingdale's, после в Ralph Lauren. Нейните две сестри Джил и Ейми, с които тя не се разбира много добре, са напълно разглезени и Рейчъл ще се опита напразно да им наложи същата промяна като при себе си. Рейчъл излиза с Рос във 2-ри и 3-ти сезон. Тя се жени за него в края на 5 и се развежда след това. Тя забременява от Рос и така им се ражда момиченце – Емма. Отива да живее при Джоуи, с когото изживяват кратка любовна авантюра, но тяхното приятелство ги разделя. Именно с Рос тя ще остане в края на сериала. В дублажа на bTV се озвучава от Силвия Русинова.
- Моника Гелър: сестра на Рос и женена за Чандлър от последния епизод на 7 сезон, майка на близнаци в 10 сезон, и главен готвач. Обсебена е от чистотата и съперничеството, била е много дебела през юношеството си. Нейните родители, и най-вече майка ѝ са склонни да я пренебрегват спрямо Рос, което често я кара да ревнува от него. Освен Чандлър, нейната първа голяма любов е Ричард, приятел на баща ѝ. В дублажа на bTV се озвучава от Стефани Рачева.
- Фийби Бюфе: бивша съквартирантка на Моника, тя е най-освободената от групата. Изоставена от баща си, тя живее на улицата след самоубийството на майка си. Масажистка, обича да свири на китара в Central Perk, пее фалшиво, а текстовете ѝ са с понякога една смущаваща откровеност. Поддържа лоши отношения със своята сестра близначка Урсула, с която не си приличат по нищо освен физически и която е непочтена и без скрупули. Фийби се съгласява да носи тризнаците на своя полубрат Франк, женен за по-възрастна от него жена, Алис. Нейната голяма любовна история намира отражение в лицето на Дейвид, учен когото тя среща в първи сезон и който заминава за Минск. Когато се връща, Фийби излиза с Майк Ханъган, момче което тя предпочита пред Дейвид и с когото се женят в края на 10 сезон. В дублажа на bTV се озвучава от Стефани Рачева.
- Джоуи Трибиани: съквартирант на Чандлър, по-късно и на Рейчъл. Той е актьор, но не показва винаги, че притежава талант и дължи своите договори на външната си красота или на агента си, екстравагантната Естел. Неговата най-голяма роля си остава винаги тази, която получава в сериала „Дните на нашия живот“, в ролята на доктор Дрейк Раморе. Джоуи е привлекателен, лоялен към приятелите си, неспособен да лъже, наивен и дори малко глупав. Не обича да се обвързва за дълго, пада си по авантюрите за една вечер. В дублажа на bTV се озвучава от Мирослав Цветанов в първи сезон и от Здравко Методиев в преозвучения първи сезон и от втори до края на сериала.
- Чандлър Бинг: съквартирант на Джоуи и дългогодишен приятел на Рос, интелигентен и шегаджия. Ненавижда работата си – сериозен административен пост (никой от Приятелите не знае точно каква е тя). Баща му е травестит в Лас Вегас. Именно на вечеря на Деня на благодарността родителите му съобщават за техния развод, което го кара да подхранва ненавист към този празник. По-късно той напуска и започва работа в рекламата, което му се струва много по-интересно. Дълго време той е сам и отчаян до такава степен, че всички го смятат за хомосексуален. По-късно той започва да излиза с Моника след тяхното преспиване в Лондон на сватбата на Рос и се жени за нея в 7 сезон. Осиновяват близнаците Ерика и Джак. В дублажа на bTV се озвучава от Николай Николов.
- Рос Гелър: брат на Моника и приятел на Чандлър, развежда се три пъти докато трае сериалът. Първата му жена Каръл, е лесбийка, те имат син Бен. След това идва Емили. Но най-вече Рейчъл, в която е бил лудо влюбен в гимназията, без никога да се осмели да ѝ го каже, и с която излиза в продължение на една година, по-късно се жени за нея след една пиянска вечер в Лас Вегас, което ще доведе до трети развод. Преспиват заедно в началото на 8 сезон, ражда им се момиченце Ема. Рос е палеонтолог, в началото работи в музей, по-късно става професор в университета по палеонтология. Запален е по науката и често отегчава приятелите си, когато започне да говори за работата си. В дублажа на bTV се озвучава от Николай Николов.

## Продукция

### Концепция
Дейвид Крейн и Марта Кауфман започват разработването на три нови телевизионни предавания – с премиера през есенния сезон на 1994 – след като техния ситком „Семеен албум“ е отхвърлен от CBS през ноември 1993. Кауфман и Крейн решават да развият сериал за „шест души на около 20 години, които си проправят своя път през Манхатан“ за NBC, за който смятат, че най-добре ще пасне на стила на телевизията. Крейн и Кауфман представят идеята си на своя партньор продуцент Кевин Брайт, който е бил изпълнителен продуцент на техен сериал по HBO.' Екипът озаглавява сериала „Кафе Инсомния“, и представя идеята на NBC обоснована на 7 страници през декември 1993. Идеята за сериала се оформя, когато Крейн и Кауфман се замислят за времето след като са завършили колеж и са започнали да живеят самостоятелно в Ню Йорк; Кауфман вярва, че това е времето, когато бъдещето „е една въпросителна“. Те считат концепцията за интересна, тъй като вярват, че „всеки познава това чувство“, и защото това е начинът, по който те са се чувствали навремето.
По същото време, Уорън Литълфийлд, президент на NBC Entertainment, търси комедия, която включва млади хора, събрани в големия град, които споделят своя жизнен опит. Това означава, че групата трябва да сподели значителен период от своя живот с приятелите си, вместо със семейството, тъй като приятелите са се превърнали в „новите заместници на членовете на семейството“. Въпреки това, за Литълфелд е малко трудно да вдъхне живот на концепцията, и за него ръкописите, разработени от NBC са ужасни. Когато Кауфман, Крейн и Брайтман представят „Кафе Инсомния“, Литълфийлд е впечатлен, че те знаят кои са героите им. Кауфман и Крейн започват да пишат пилотния сценарий за шоуто, вече озаглавено „Приятели като нас“, което им отнема три дни. Литълфийлд иска сериалът да представя Поколението Х и да разглежда новият вид родово обвързване, но триото не споделя това виждане. Крейн спори, че това не е сериал само за едно поколение, и иска да създаде нещо, на което всеки да се наслаждава. NBC харесва пилотния сценарий и поръчва сериите под друго име Шест от един, основно поради приликата на заглавието с друг сериал по ABC.

### Разработване

#### Кастинг
Когато става ясно, че сериалът е привилегирован проект на NBC, Литълфийлд съобщава, че получава обаждания от всеки агент в града, искащи техните клиенти да бъдат част от сериите. Прослушвания за главните роли се провеждат в Ню Йорк и Лос Анджелис. Кастинг директорът съкращава списъка от 1000 актьори, които са се обадили до 75 за всяка роля, на които се обажда за прослувшане. Тези, които получават обаждане, четат отново пред Крейн, Кауфман и Брайт. В края на март, потенциалните актьори са редуцирани до трима-четирима за всяка роля и са помолени да четат за Лес Муунвес, президентът на Warner Bros. Television.
По време на кастинга се правят доста промени по сюжетната линия на сериала. Сценаристите разбират, че трябва да пригодят героите, за които са писали, така че да паснат на актьорите, и процесът по самото откриване на личността на героите става през първия сезон. Кауфман признава, че героят на Джоуи става „съвсем ново същество“ и че „преди епизода с първия Ден на благодарността не са си давали сметка колко забавна може да бъде неврозата на Моника“." Having worked with Schwimmer before, the character of Ross was written with him in mind, and he was the first actor cast. Aniston, Perry and Kudrow were cast based on their auditions.
Продуцентите искат Кортни Кокс да играе Рейчъл; Кокс обаче отказва и иска да играе Моника. Кауфман казва, че Кортни има „жизнерадостна и оптимистична енергия“, която не пасва съвсем на тяхното виждане за Моника. Когато Кокс се явява на кастинг за тази роля, продуцентите са изненадани от посоката, която дава на героинята си и ѝ поверяват ролята. Когато Мат ЛеБланк е прослушан за Джоуи, той поставя различно раздвижване на героя. Авторите първоначално нямат намерение Джоуи да бъде „глупавичък“, но откриват, че това е невероятен източник на комични ситуации. ЛеБланк дава на героя си и сърце, което авторите не са и подозирали че съществува. По времето на прослушването на ЛеБланк, Крейн и Кауфман не го искат за ролята, но телевизията ги принуждава да го изберат.

#### Сценарий
Когато Приятели е избран от NBC, безработни писатели изпращат своите ръкописи, които са подготвили за други сериали, основно за неиздадени епизоди на „Зайнфелд“. През следващите няколко седмици, Крейн, Кауфман и Брайт разглеждат ръкописите и наемат екип от седем автора. Кауфман и Крейн наемат само млади писатели; Кауфман обяснява, че „когато си на 40, не можеш вече да го правиш. Телевизите и студиата търсят млади хора, току-що излезли от колежа.“ Според Крейн, създателите смятат, че използването на шест „равни“ героя, вместо наблягането на един или два, ще позволи „безброй сюжетни линии и ще даде възможност на шоуто да върви в някаква посока“. Основната част от идеите за сюжет идват от писателите, макар че актьорите също добавят идеи. В съвсем ранен етап от шоута е замислена голяма любовна история между Джоуи и Моника. Крейн казва, че когато са замисляли сериите, Джоуи и Моника са били най-сексуални от героите. Идеята за романтичната връзка на Рос и Рейчъл се появява, когато Кауфман и Крейн пишат сценария за пилотния епизод.
По време на снимките на пилотния епизод, NBC поисква сценарият да се промени и да има една доминираща сюжетна линия и няколко по-второстепенни. Авторите отказват и искат да запазят три сюжетни линии с еднаква тежест. NBC смята, че екипът е прекалено млад и настоява за по-възрастен герой, който да дава на младите възрастни съвети. Крейн и Кауфман са принудени да се съобразят и да напишат чернова за един от ранните епизоди, в който да бъде включен „Ченгето Пат“. Крейн намира сюжета за ужасен, а Кауфман се шегува: „Помните ли детската книжка за Зайчето Пат? Е, ние си имаме Ченгето Пат.“. В крайна сметка, NBC се съгласява и идеята е забравена.
Сюжетните линии за всеки сезон се представят съвсем грубо от продуцентите в началото на предходното лято. Преди епизодът да започне да се снима, Кауфман и Крейн преразглеждат сценария, написан от друг автор, основно да видят дали нещо не изглежда чуждо за сериала или за героите.

За разлика от другите сюжетни линии, идеята за връзка между Джоуи и Рейчъл е обмислена едва по средата на осмия сезон. Създателите не искат Рос и Рейчъл да се събират толкова скоро, и докато търсят романтична пречка за това, един автор предлага Джоуи да се заинтересува от Рейчъл. Тази идея е вмъкната в сезона; актьорите обаче се боят, че това развитие ще накара публиката да харесва героите им по-малко, за това тази сюжетна линия е замъглена, докато накрая не се връща в последния сезон. За девети сезон, авторите не са сигурно колко сюжетни линии да завъртят около бебето на Рейчъл. Крейн отбелязва „Не искахме това да се превърне в шоу за едно бебе“, но „не искахме да се преструваме и че то не съществува.“

#### Заснемане
Сериите са заснети в студиото на Уорнър Брос в Бърбанк, Калифорния. Първият сезон е сниман на площадка 5, но продукцията е преместена на по-голямата площадка 24 за втория сезон. След края на сериала, площадка 24 е преименувана на „Площадката на Приятелите“. Снимките започват през лятото на 1994 пред жива публика, на която е дадено резюме на сериите, така че да се запознаят с шестте основни героя. Изпълнителите от NBC се тревожат дали интериора на кафенето не е твърде „хипарски“ и искат сериала да се развива в заведение за бързо хранене, както например Зайнфелд. Фонтанът, използван в шапката на сериала, е разположен в Ранчото на Warner Bros., на половин миля на север от студиото. Сцената е заснета в 4 сутринта, когато е доста студено за една типична сутрин в Калифорния.
Всеки 22-минутен епизод отнема по шест часа да бъде заснет – два пъти повече от дължината на повечето ленти на ситкомите – основно поради няколкото дубли и преработки на сценарии. Затова е нает комик, който да забавлява публиката в студиото между дублите. Сериите са често критикувани, че представят грешно Ню Йорк с тази група финансово-борещи се приятели, които могат да си позволят големи апартаменти. Брайт защитава това, казвайки, че пространството трябва да е достатъчно голямо за камерите, осветлението и публиката, която да може да следи какво се случва. Bright believed that the apartments needed to provide a place for the actors to execute the funny scripts.
По време на сериала, няма епизоди, които да са заснети в Ню Йорк. Продуцентите искат да открият правилната история, която ще има предимство ако бъде заснета на място. Брайт обаче отбелязва, че заснемането извън студиото прави епизодите по-малко забавни, дори когато се снима навън. Брайт смята, че живата публика е съществена част от сериала, и отбелязва, че финала на четвъртия сезон е заснет на място в Лондон, защото продуцентите знаят колко много фенове има в Англия. По онова време, Приятели е единственият американски телевизионен сериал, който е сниман в друга държава. Финалът на петия сезон, който се развива в Лас Вегас, всъщност е сниман в студиото на Warner Bros. Нрак разбира, че повечето хора действително са мислели, че финалът наистина е сниман на място във Вегас.

### Излъчване
Когато пилотния епизод надминава надеждите на Ен Би Си, на сериала му е отредено така желаното време от 8:30 вечерта в четвъртък, между „Луд по теб“ и „Зайнфелд“. Брайт, Кауфман и Крейн казват, че са продуцирали сериала, имайки предвид точно този времеви интервал. Най-накрая шоуто е озаглавено „Приятели“ и премиерата му е на 22 септември 1994 година и е гледан от почти 22 милиона американци. Сериалът се оказав огромен успех и основна част от програмата на телевизията в четвъртъците.
Много хора смятат, че осмият сезон ще е последен, и Крейн заявява на репортерите, че не разбира как така краят му е изглеждал като заключение. Смята се, че поне двама от актьорите няма да подпишат за още един сезон. Когато е съобщено, че „Приятели“ се завръща с девети сезон, новините основно се въртят около това, че 7 милиона долара на епизод е струвало връщането на сериала за още един сезон.
След едногодишно очакване, че деветият сезон ще бъде последният, Ен Би Си подписва договор през декември 2002 да върне сериала за последен, десети сезон. Екипът автори не иска да удължава преговорите и през следващата година, а предпочитат да започнат писането на останалата част от епизодите на девети сезон, както и потенциален финал за сериала. NBC се съгласява да плати 10 милиона долара на Warner Bros. за продукцията на всеки епизод от десетия сезон, най-високата цена в историята на телевизията за 30-минутен сериал. Въпреки че NBC не успява да си докара достатъчно приходи от реклата за покриване на разходите, сериите остават неразделна част от графика за четвъртък вечер, което носи високи рейтинги и печалби и за останалите телевизионни сериали. Екипът иска десетият сезон да бъде намален от обичайните 22 епизода, на 18, за да могат да работят и по други външни проекти.
Преди излъчването на края на сериала, Кауфман и Крейн казват, че не биха подписали за единадесети сезон, дори ако всички членове на екипа искат да продължат. Крейн твърди, че им е отнело доста време да приемат идеята за десети сезон, но решават да го направят, тъй като имат достатъчно истории, които да доразкажат през сезона. Крейн е щастлив, че са приели да подпишат за десети сезон, който е бил истинско забавление да се продуцира.

### Финалът
Създателите на сериала завършват първата чернова на едночасовия финал през януари 2004, четири месеца преди първото му излъчване. Преди да напишат епизода, Крейн, Кауфман и Брайт решават да изгледат финалите на други ситкоми, обръщайки внимание на това, кое е проработило и кое не. Кауфман казва, че са харесали тези, които са останали верни на самия сериал, а златният стандарт е бил финала на „Шоуто на Мери Тайлър Муур“. Авторите са затруднени да напишат финала, и прекарват няколко дни в мислене как би трябвало да изглежда последната сцена, без дори да напишат една дума. Крейн казва, че не са искали да направят нещо „високо концептуално или да извадят шоуто извън шоуто“. Най-съществените части от финала са заснети без публика и с минимален брой екип. Финалът е добре приет от актьорите, които смятат, че феновете ще споделят същата реакция:
| „                        | Това е всичко, на което се надявах. Всички приключихме с усещането за ново начало и публиката имаше чувството, че това е нова глава от живота на всички герои. | “ |
| Дейвид Шуимър на финала. | |   |

Финалът е гледан на 6 май 2004 година от 52.5 милиона американски зрители, превръщайки се в най-гледаното забавно телевизионно предаване в последните шест години. Въпреки че това не е най-гледаният епизод на сериала, финалът е четвърти поред най-гледан финал в телевизионната история, след „Военнополева болница“, „Бар Наздраве“ и „Зайнфелд“, които са гледани съответно от 105, 80,4 и 76,2 милиона зрители. Ретроспективният епизод е гледан от по-малко от 36 милиона зрители, а финалът е най-гледаното телевизионно шоу на годината, след Супер Купата. След финалите на „Приятели“ и „Фрейзър“, медийните критици спекулират, че това ще е края на жанра на ситуационната комедия. Други критици спорят, че това е само малък залез в голямата история на жанра, докато много други смятат, че телевизионните предавания по сценарий отстъпват място на риалити шоута.

## Спиноф
След излъчването на последния епизод, се появява вторичният сериал „Джоуи“. Рейтингите му спадат драстично между първия и втория сезон. Заснети са 46 епизода, от които са излъчени 38. Шоуто е свалено на 15 май 2006 г., като и двата сезона са издадени на DVD.

## „Приятели“ в България
В България сериалът започва излъчване по Канал 1 на БНТ през 1996 г. в рубриката „Часът на Уорнър“ с български дублаж. Ролите се озвучават от Илиана Балийска, Живка Донева, Жоица Флорова, Александър Воронов и Любомир Младенов.
През есента на 2000 г. започва излъчване по Би Ти Ви с нов дублаж, като първи сезон по-късно е преозвучен. След повторенията започват и премиерите на новите епизоди. Последният епизод на сериала е излъчен на 31 юли 2004 г. На 2 юли 2012 г. започва повторно излъчване на девети и десети сезон всеки делник от 09:30 и завършва на 28 август. На 6 януари 2018 г. започва повторно излъчване на трети сезон всеки уикенд от 15:00 по два епизода и завършва на 11 февруари. На 2 октомври започва повторно излъчване на седми сезон всеки делник от 00:00 по два епизода, а от 30 ноември се излъчва от 04:00. Ролите се озвучават от Силвия Русинова, Стефани Рачева, Здравко Методиев и Николай Николов. В първото озвучаване на първи сезон за Би Ти Ви участва Мирослав Цветанов, който за преозвучаването му и последвалите сезони е заместен от Методиев. Режисьор на дублажа е Чавдар Монов.
Повторенията са излъчвани многократно по Фокс Лайф през 2005 г.
През 2022 г. сериалът става достъпен в Ейч Би О Макс с трети дублаж, записан в „Доли Медия Студио“. Преводът също е нов. Озвучаващите артисти са същите като в дублажа на Би Ти Ви и само Силвия Русинова е заменена от Татяна Захова.